# GHOST (BEAT CRUSADERSの曲)
「GHOST」（ゴースト）は、日本のロックバンド、BEAT CRUSADERSのシングルおよび楽曲。2007年4月18日、デフスターレコーズよりリリース。

## 概要
メジャー5枚目、バンドとしては通算10枚目のシングルである。2枚目のアルバム『EpopMAKING -Popとの遭遇-』の先行シングルで、アルバム発売まで1か月と期間が短かったことから、前2作に比べて売り上げは伸びなかった。
初回生産限定盤はDVD付き。バンドにとってCD+DVD仕様での発売は（メジャーでは）初である。
「GHOST」は声優ユニットであるユメユラがカバーしている。

## 収録曲
1. GHOST (4:11)
（作詞：ヒダカトオル 作曲：BEAT CRUSADERS）
PVにはグラビアアイドルの辰巳奈都子が出演している。
2. SECOND THAT EMOTION (1:55)
（作詞・作曲：ヒダカトオル）
LASTRUM時代の楽曲のリメイク。

## 初回特典DVD
- GHOST (PV)
- GHOST (LIVE)
- DAY AFTER DAY (LIVE)
- TONIGHT,TONIGHT,TONIGHT (LIVE)